# Ctenomys bicolor
Ctenomys bicolor és una espècie de mamífer rosegador histricomorf de la família dels tuco-tucos. A data de 2015, era conegut a partir d'un sol espècimen que tenia una llargada de cap a gropa de 230 mm i una cua de 95 mm. És endèmic de l'estat brasiler de Rondônia. Anteriorment era considerada una subespècie de C. minutus, però el 2013 fou elevat a la categoria d'espècie basant-se en anàlisis moleculars i morfològiques.